# Граница между САЩ и Мексико
Международната граница между Мексико и САЩ е дълга 3141 километра (или 1951 мили).
Тя е най-често преминаваната граница в света. 350 милиона души пресичат границата легално от едната в другата страна всяка година.
Границата се разпростира от Сан Диего, Калифорния и Тихуана, Долна Калифорния в западната си част до Матаморос, Тамаулипас и Браунсвил, Тексас в източната. Преминава през разнообразни местности, вариращи от градски райони до негостоприемни пустини.
Американските щати, които граничат с Мексико от запад на изток, са Калифорния, Аризона, Ню Мексико и Тексас.
Мексиканските щати, които граничат със САЩ от запад на изток, са Баха Калифорния, Сонора, Чиуауа, Коауила, Нуево Леон и Тамаулипас.
Тексас има най-дълга ивица по границата, докато Нуево Леон – най-къса (12 км).
По данни на Граничната служба на САЩ, за периода от 1 октомври 2003 до 30 април 2004 службата е задържала 660390 души, незаконно преминаващи границата. Поради строителството на заграждения в населените местности се е увеличил броят на хората, които пресичат границата в пустините, което понякога завършва със смърт. По данни на същата официална служба, за периода от 1998 до 2004 (6 години) са загинали 1954 души, от тях само през 2004 – 325 души.